# Lake Panorama (Iowa)
Lake Panorama es un lugar designado por el censo ubicado en el condado de Guthrie en el estado estadounidense de Iowa. En el Censo de 2010 tenía una población de 1309 habitantes y una densidad poblacional de 60,95 personas por km².

## Geografía
Lake Panorama se encuentra ubicado en las coordenadas 41°43′18″N 94°24′15″O / 41.72167, -94.40417. Según la Oficina del Censo de los Estados Unidos, Lake Panorama tiene una superficie total de 21.48 km², de la cual 17.14 km² corresponden a tierra firme y (20.19%) 4.34 km² es agua.

## Demografía
Según el censo de 2010, había 1309 personas residiendo en Lake Panorama. La densidad de población era de 60,95 hab./km². De los 1309 habitantes, Lake Panorama estaba compuesto por el 98.55% blancos, el 0% eran afroamericanos, el 0.15% eran amerindios, el 0.31% eran asiáticos, el 0% eran isleños del Pacífico, el 0.53% eran de otras razas y el 0.46% pertenecían a dos o más razas. Del total de la población el 1.6% eran hispanos o latinos de cualquier raza.